# Billy Schaeffer
William G. "Billy" Schaeffer (Bellerose, Nueva York; 11 de diciembre de 1951) es un exjugador de baloncesto estadounidense que disputó tres temporadas en la ABA y una más en la EBA. Con 1,96 metros de estatura, jugaba en la posición de alero.

## Trayectoria deportiva

### Universidad
Jugó durante tres temporadas con los Red Storm de la Universidad St. John's, en las que promedió 18,8 puntos y 7,9 rebotes por partido. En su última temporada promedió 24,7 puntos por partido, récord de los Red Storm todavía vigente hoy en día. Ese año fue galardonado con el Premio Haggerty al mejor jugador del año del área metropolitana de Nueva York, e incluido en el tercer quinteto All-American.

### Profesional
Fue elegido en la vigésimo tercera posición del Draft de la NBA de 1973 por Los Angeles Lakers, y también por los New York Nets en el Draft de la ABA, fichando por estos últimos. en su primera temporada, al lado de jugadores como Julius Erving o Larry Kenon, consiguieron ganar el campeonato, derrotando a los Utah Stars en las Finales. Schaeffer, jugando como suplente, promedió 6,5 puntos y 2,4 rebotes por partido.
Mediada la temporada 1975-76 fue traspasado junto a Swen Nater a los Virginia Squires a cambio de Jim Eakins. Allí acabó la que sería su última temporada como profesional, promediando 6,6 puntos y 2,9 rebotes por partido.

## Estadísticas de su carrera en la ABA

### Temporada regular
| Temporada | Edad | Equipo           | Liga | P   | TIT | MIN  | TC  | TCA | %TC  | 3P  | 3PA | %3P  | TL  | TLA | %TL  | R.OF. | R.DEF. | REB | ASIS | ROB | TAP | PER | FP  | PTS |
| 1973-74   | 22   | New York Nets    | ABA  | 59  |     | 14.8 | 2.9 | 5.8 | .497 | 0.0 | 0.2 | .222 | 0.7 | 0.9 | .759 | 0.8   | 1.6    | 2.4 | 0.6  | 0.4 | 0.2 | 0.9 | 2.4 | 6.5 |
| 1974-75   | 23   | New York Nets    | ABA  | 27  |     | 10.4 | 2.3 | 4.9 | .466 | 0.1 | 0.3 | .286 | 0.6 | 0.9 | .600 | 0.6   | 0.8    | 1.4 | 0.7  | 0.3 | 0.1 | 0.7 | 1.3 | 5.1 |
| 1975-76   | 24   | TOTAL            | ABA  | 51  |     | 12.5 | 2.2 | 5.1 | .442 | 0.0 | 0.2 | .200 | 0.9 | 1.2 | .762 | 0.8   | 1.4    | 2.2 | 0.7  | 0.4 | 0.2 | 0.7 | 1.4 | 5.5 |
| 1975-76   | 24   | New York Nets    | ABA  | 20  |     | 6.0  | 1.6 | 3.9 | .403 | 0.1 | 0.5 | .222 | 0.4 | 0.5 | .889 | 0.5   | 0.6    | 1.1 | 0.5  | 0.3 | 0.1 | 0.4 | 0.8 | 3.6 |
| 1975-76   | 24   | Virginia Squires | ABA  | 31  |     | 16.7 | 2.7 | 5.8 | .459 | 0.0 | 0.0 | .000 | 1.3 | 1.7 | .741 | 0.9   | 1.9    | 2.9 | 0.9  | 0.4 | 0.2 | 0.9 | 1.8 | 6.6 |
| Total     |      |                  | ABA  | 137 |     | 13.1 | 2.5 | 5.4 | .472 | 0.0 | 0.2 | .231 | 0.8 | 1.0 | .732 | 0.8   | 1.4    | 2.1 | 0.7  | 0.4 | 0.1 | 0.8 | 1.8 | 5.9 |